# Symbolisme des plantes
Diverses cultures folkloriques et traditions attribuent des significations symboliques aux plantes.
Bien que celles-ci ne soient plus communément comprises par des peuples qui sont de plus en plus séparés de leurs anciennes traditions rurales, certaines survivent. En outre, des allusions à ces significations sont faites dans d'anciennes images, chansons et textes. De nouveaux symboles ont également émergés : l'un des plus connus au Royaume-Uni est le coquelicot comme symbole de la commémoration des victimes de la guerre.

## Symbolisme
| Plante             | Sens                                                                                  | Région ou culture |
| Feuilles d'asperge | Fascination                                                                           | Europe            |
| Bambou             | Longévité, force et grâce                                                             | Chine             |
| Saule vert         | Amour faux                                                                            | Grande-Bretagne   |
| Gui                | Utilisé pour signifier un lieu de rencontre où aucune violence ne pourrait avoir lieu | Druides           |

| Plante                        | Plante                        | Signification |
| ----------------------------- | ----------------------------- | --- |
| Acacia                        | Acacia                        | Amour secret |
| Acanthe                       | Acanthe                       | Art |
| Aconit                        | Aconit                        | Misanthropie |
| Aigremoine                    | Aigremoine                    | Gratitude |
| Aloès                         | Aloès                         | Chagrin, peine |
| Amandier                      | Amandier                      | Promesse, amour, virginité                                                                                           |
| Amarante globe                | Amarante globe                | Amour immortel |
| Amarante                      | Amarante                      | Immortalité |
| Amaryllis                     | Amaryllis                     | Fierté |
| Ambroisie                     | Ambroisie                     | L'amour est réciproque                                                                                               |
| Anémone                       | Anémone                       | Délaissé, maladie (négatif), anticipation, amour immortel Perseverance                                               |
| Angraecum                     | Angraecum                     | Royauté |
| Anthurium                     | Anthurium                     | Hospitalité, bonheur, abondance                                                                                      |
| Fleur de pommier              | Fleur de pommier              | Préférence |
| Thuya                         | Thuya                         | Amitié éternelle |
| Arbousier                     | Arbousier                     | Tu es le seul que j'aime                                                                                             |
| Arum                          | Arum                          | Foi, pureté |
| Asphodèle                     | Asphodèle                     | Mes regrets te suivent jusqu'au tombeau                                                                              |
| Aster                         | Aster                         | Amour, délicatesse, talisman d'amour, confiance                                                                      |
| Azalée                        | Azalée                        | Prends soin de toi, tempérance, fragile, gratitude, passion, féminité (en Chine)                                     |
| Gypsophile nuage              | Gypsophile nuage              | Innocence, pureté de cœur                                                                                            |
| Bleuet                        | Bleuet                        | Célibat |
| Mélisse                       | Mélisse                       | Rapports sociaux ou sympathie                                                                                        |
| Balsaminacées                 | Balsaminacées                 | Amour ardent |
| Impatiente                    | Impatiente                    | Impatience |
| Couronne de laurier           | Couronne de laurier           | Gloire |
| Bégonia                       | Bégonia                       | Prends garde, de nature fantaisiste                                                                                  |
| Campanule                     | Campanule                     | Amour indéfectible, gratitude                                                                                        |
| Cloches d'Irlande             | Cloches d'Irlande             | Chance |
| Lotier corniculé              | Lotier corniculé              | Revanche |
| Strelizia                     | Strelizia                     | Liberté, magnificence, bonne perspective, fidélité (donnée par un homme à une femme)                                 |
| Buis                          | Buis                          | Constance |
| Bourrache                     | Bourrache                     | Courage |
| Genêt                         | Genêt                         | Humilité |
| Massette                      | Massette                      | Docilité |
| Ophrys bombyx                 | Ophrys bombyx                 | Industrie |
| Renoncule                     | Renoncule                     | Richesse |
| Chou                          | Chou                          | Bénéfice |
| Camélia                       | Camélia                       | Excellence sans prétention                                                                                           |
| Œillet                        | général                       | Fascination, distinction, love                                                                                       |
| Œillet                        | rouge                         | Amour romantique profond, passion                                                                                    |
| Œillet                        | vert                          | Symbole secret des partisans d'Oscar Wilde                                                                           |
| Œillet                        | blanc                         | Doux et charmant, innocence, amour pur, fidélité                                                                     |
| Œillet                        | rose                          | L'amour d'une femme, l'amour d'une mère                                                                              |
| Œillet                        | jaune                         | Réjection, dédain, déception                                                                                         |
| Œillet                        | violet                        | Capricieux, fantaisiste, changeant, manque de fiabilité                                                              |
| Œillet                        | mauve                         | Rêves de fantastique                                                                                                 |
| Œillet                        | à rayures                     | Refus |
| Œillet                        | couleur unie                  | Oui, affirmatif |
| Grande Chélidoine             | Grande Chélidoine             | Joies à venir |
| Fleur de cerisier             | Fleur de cerisier             | Une bonne éducation                                                                                                  |
| Fleur de cerisier             | Fleur de cerisier             | Fugacité de la vie, Mono no aware, Wabi-sabi, délicatesse, gentillesse (au Japon)                                    |
| Fleur de cerisier             | Fleur de cerisier             | Beauté féminine (au Japon)                                                                                           |
| Châtaignier                   | Châtaignier                   | Fais-moi justice, chasteté                                                                                           |
| Aster de Chine                | Aster de Chine                | Amour de la variété, fidélité                                                                                        |
| Chrysanthème                  | rouge                         | J'aime |
| Chrysanthème                  | jaune                         | Précieux |
| Coreopsis                     | Coreopsis                     | Toujours joyeux |
| Coucou                        | Coucou                        | Grâce gagnante |
| Giroflier                     | Giroflier                     | Amour immortel |
| Trèfle                        | rouge                         | Industrie |
| Trèfle                        | blanc                         | Je promets |
| Ancolie                       | Ancolie                       | Emblème des amants dupés, ingratitude, infidélité                                                                    |
| Coriandre                     | Coriandre                     | Désir, luxure |
| Crocus                        | Crocus                        | Joie juvénile, amour, ne maltraite pas, lupercales                                                                   |
| Cyprès                        | Cyprès                        | Mort, deuil, désespoir, chagrin                                                                                      |
| Narcissus                     | Narcissus                     | Incertitude, chevalerie, respect ou amour non réciproque, retourne mon affection, de nouveaux commencements          |
| Dahlia                        | Dahlia                        | Élégance et dignité                                                                                                  |
| Dahlia coccinea               | Dahlia coccinea               | Trahison et malhonnêtené                                                                                             |
| Marguerite                    | général                       | Innocence, amour loyal, pureté, foi, gaieté, simplicité, patience ; ou dissimulant, comme dans Hamlet de Shakespeare |
| Marguerite                    | rouge                         | Beauté inconnue du possesseur                                                                                        |
| Pissenlit                     | Pissenlit                     | Surmonter les difficultés                                                                                            |
| Dauphinelle                   | Dauphinelle                   | Légèreté, amusement, généreux, attachement ardent, joie                                                              |
| Églantier couleur de rouille  | Églantier couleur de rouille  | Une blessure à guérir, simplicité                                                                                    |
| Sureau                        | Sureau                        | Compassion |
| Fenouil                       | Fenouil                       | Force ou, comme dans Hamlet de Shakespeare, un cocu                                                                  |
| Myosotis                      | Myosotis                      | Amour véritable, ne m'oublie pas                                                                                     |
| Digitale                      | Digitale                      | Manque de confiance en soi                                                                                           |
| Champignon                    | Champignon                    | Ténacité, solitude, dégoût                                                                                           |
| Gardénia                      | Gardénia                      | Amour secret, joie, amour doux, bonne chance                                                                         |
| Géranium                      | Géranium                      | Raffinement, détermination                                                                                           |
| Glaïeul                       | Glaïeul                       | Force de caractère, honneur, conviction                                                                              |
| Ajonc                         | Ajonc                         | Amour en toute saison                                                                                                |
| Bruyère                       | violette                      | Solitude, beauté, admiration                                                                                         |
| Bruyère                       | blanche                       | Protection |
| Héliotrope                    | Héliotrope                    | Dévotion |
| Hibiscus                      | Hibiscus                      | Beauté rare et délicate                                                                                              |
| Rose trémière                 | Rose trémière                 | Ambition |
| Chèvrefeuille                 | Chèvrefeuille                 | Affection dévouée, liens de l'amour                                                                                  |
| Joubarbe                      | Joubarbe                      | Économie domestique                                                                                                  |
| Hortensia                     | Hortensia                     | Froideur, insensibilité (négatif), sincère gratitude d'être compris(e)                                               |
| Iris                          | Iris                          | Bonnes nouvelles |
| Lierre                        | Lierre                        | Dépendance, endurance, fidélité                                                                                      |
| Jasmin                        | Jasmin                        | Amour éternel et inconditionnel (aux Philippines et dans l'Hindouisme)                                               |
| Jonquille                     | Jonquille                     | Retourne mon affection                                                                                               |
| Laurier                       | Laurier                       | Ambition, succès, renommée                                                                                           |
| Laurentin                     | Laurentin                     | Un gage |
| Lavande                       | Lavande                       | Dévotion, méfiance                                                                                                   |
| Fleur de citron               | Fleur de citron               | Discrétion |
| Lilas                         | violet                        | Première émotion d'amour                                                                                             |
| Lilas                         | blanc                         | Innocence juvénile, souvenirs                                                                                        |
| Lys                           | blanc                         | Pureté |
| Lys                           | écarlate                      | Des aspirations fortes                                                                                               |
| Lys                           | orange                        | Désir, passion, haine (négatif)                                                                                      |
| Muguet                        | Muguet                        | Douceur, humilité, rendre le bonheur, confiance                                                                      |
| Linaire incarnate             | Linaire incarnate             | S'il vous plaît remarquez mon amour/mes sentiments pour vous                                                         |
| Fleur de tilleul              | Fleur de tilleul              | Fornication |
| Lobélie                       | Lobélie                       | Malveillance |
| Lotus                         | Lotus                         | Pureté, chasteté et éloquence, naissance                                                                             |
| Amarante queue-de-renard      | Amarante queue-de-renard      | Désespoir |
| Magnolia                      | Magnolia                      | Amour de la nature                                                                                                   |
| Mauve                         | Mauve                         | Consumé par l'amour                                                                                                  |
| Souci                         | Souci                         | Douleur et peine |
| Fleur de mai                  | Fleur de mai                  | Bienvenue |
| Réséda                        | Réséda                        | Valeur |
| Menthe                        | Menthe                        | Suspicion |
| Cereus à floraison noctune    | Cereus à floraison noctune    | Rêves d'amour |
| Belle-de-jour                 | Belle-de-jour                 | Amour en vain |
| Molène                        | Molène                        | Gentillesse |
| Narcisse                      | Narcisse                      | Amour non réciproque, égoïsme                                                                                        |
| Nasturtium                    | Nasturtium                    | Patriotisme |
| Ortie                         | Ortie                         | Vie et mort, protection comme dans Hamlet de Shakespeare                                                             |
| Feuille de chêne              | Feuille de chêne              | Force |
| Avoine                        | Avoine                        | Musique |
| Olivier                       | Olivier                       | Paix |
| Orchidée                      | Orchidée                      | Beauté raffinée |
| Pensée                        | Pensée                        | Pensées (selon Ophélia de Hamlet) ; fait parfois référence aux "pensées de l'amant"                                  |
| Fleur de pêcher               | Fleur de pêcher               | Longévité, générosité, et espoir de mariée                                                                           |
| Fleur de poirier              | Fleur de poirier              | Amitié durable |
| Pivoine                       | Pivoine                       | Honte, timidité, colère                                                                                              |
| Pivoine                       | Pivoine                       | Prospérité, honneur (en Chine)                                                                                       |
| Pivoine                       | Pivoine                       | Masculinité, bravoure (au Japon)                                                                                     |
| Phlox                         | Phlox                         | Harmonie |
| Fleur de pin rigide           | Fleur de pin rigide           | Philosophie |
| Fleur de prunier              | Fleur de prunier              | Beauté et longévité                                                                                                  |
| Frangipanier                  | Frangipanier                  | Perfection, printemps, de nouveaux commencements                                                                     |
| Primevère                     | Primevère                     | Amour éternel |
| Protea                        | Protea                        | Courage |
| Coquelicot                    | général                       | Sommeil éternel, oubli, imagination                                                                                  |
| Coquelicot                    | rouge                         | Plaisir, sacrifice, commémoration                                                                                    |
| Coquelicot                    | blanc                         | Consolation, rêves, moderne, paix                                                                                    |
| Coquelicot                    | jaune                         | Richesse, succès |
| Zephyrantes                   | Zephyrantes                   | Je t'aime aussi, je dois expier mes péchés, je ne t'oublierai jamais                                                 |
| Rose                          | rouge                         | Amour véritable |
| Rose                          | bleue                         | Mystère, atteindre l'impossible, coup de foudre                                                                      |
| Rose                          | blanche                       | Silence ou innocence, mélancolie, vertu, pureté, secret, révérence et humilité. Égocentrisme, égoïsme.               |
| Rose                          | blanche séchée                | Chagrin, peine |
| Rose                          | noire                         | Mort, haine, adieu, rajeunissement ou renaissance                                                                    |
| Rose                          | jaune                         | Amitié, jalousie, infidélité, excuses, un cœur brisé, émotion intense, amour immortel, trahison extrême              |
| Rose                          | rose                          | Grâce |
| Rose                          | rose foncé                    | Gratitude |
| Rose                          | rose clair                    | Désir, passion, joie de vivre, jeunesse, énergie                                                                     |
| Rose                          | bordeaux                      | Beauté inconsciente                                                                                                  |
| Rose                          | corail ou orange              | Désir, passion |
| Rose                          | lavande (violette)            | Coup de foudre |
| Rose                          | rouge et blanc ensemble       | Unis |
| Rose                          | rouge et jaune ensemble       | Joie, bonheur et excitation                                                                                          |
| Rose                          | sans épine                    | Coup de foudre |
| Romarin                       | Romarin                       | Commémoration |
| Rue                           | Rue                           | Regret, peine, remords                                                                                               |
| Mimosa pudique                | Mimosa pudique                | Sensitivité |
| Perce-neige                   | Perce-neige                   | Réconfort ou espoir                                                                                                  |
| Étoile de Bethléem            | Étoile de Bethléem            | Expiation, réconciliation                                                                                            |
| Paille                        | Paille                        | Unis |
| Tournesol                     | Tournesol                     | Pensées pures et élevées, adoration, longévité, loyauté                                                              |
| Pois de senteur               | Pois de senteur               | Gratitude |
| Datura                        | Datura                        | Déguisement |
| Chardon                       | Chardon                       | Noblesse, avertissement                                                                                              |
| Thym                          | Thym                          | Frugalité |
| Tulipier de Virginie          | Tulipier de Virginie          | Renommée |
| Tulipe                        | rouge                         | Amour immortel, passion, amour parfait                                                                               |
| Tulipe                        | rose                          | Attentionné, meilleurs vœux, amitié, occasions joyeuses, confidence                                                  |
| Tulipe                        | violette                      | Noblesse/royauté, renaissance, printemps                                                                             |
| Tulipe                        | blanche                       | Un pardon accordé, commémoration, mérite, sincérité                                                                  |
| Tulipe                        | jaune                         | Pensées joyeuses, soleil, espoir                                                                                     |
| Tulipe                        | bleue                         | Respect, tranquillité, confiance                                                                                     |
| Tulipe                        | orange                        | Compréhension, appréciation, l'amour le plus vrai                                                                    |
| Tulipe                        | noire                         | Puissance, force, élégance suprême                                                                                   |
| Tulipe                        | irisée                        | De beaux yeux |
| Violette                      | bleue                         | Fidélité |
| Violette                      | violette                      | Rêverie, humilité |
| Violette                      | blanche                       | Modestie |
| Silène visqueux               | Silène visqueux               | Invitation à danser                                                                                                  |
| Saule                         | Saule                         | Amour perdu |
| Graines ailées (de tout type) | Graines ailées (de tout type) | Messagers |
| Glycine                       | Glycine                       | Accueillant |
| Hamamélis                     | Hamamélis                     | Un sortilège |
| Blé                           | Blé                           | Richesse et prospérité                                                                                               |
| Armoise                       | Armoise                       | Absence, chagrin amer                                                                                                |
| Ylang-ylang                   | Ylang-ylang                   | Amour sans fin |